# Hey, Man!
«Hey Man!» (укр. «Гей, чоловіче!») — четвертий сингл канадсько-португальської співачки Неллі Фуртадо з альбому «Whoa, Nelly!». Випущений 16 липня 2002 року лейблом DreamWorks.

## Відеокліп
Кліпом стала компіляція різних концертних виконань пісні. Більше всього співачку показано в Лондоні (Велика Британія) з її шоу «MTV Live in London».

## Списки композицій
Британський CD-сингл
1. "Hey, Man!" – 4:06
2. "Hey, Man!" (Live) – 5:16
3. "Baby Girl" (Live) – 4:36
4. "On The Radio... (Remember the Days)" (Dan The Automator Remix) – 4:20

Європейський CD-сингл
1. "Hey, Man!" – 4:06
2. "Hey, Man!" (Live) – 5:16

European Maxi Single
1. "Hey, Man!" – 4:06
2. "Turn Off the Light" (Yogie's Sunshine Reggae Mix) – 3:57
3. "Turn Off the Light" (Remix) (з Timbaland і Ms. Jade) – 4:40

## Ремікси
- "Hey, Man!" (J. Douglass Mix) – 4:26
- "Hey, Man!" (Single version) – 4:06
- "Hey, Man!" (Album version) – 4:10
- "Hey, Man!" (Acoustic version) – 4:01
- "Hey, Man!" (Live version) – 5:16